# Том Хидълстън
Томас Уилям Хидълстън (на английски: Thomas William Hiddleston) (роден на 9 февруари 1981 г.) е английски актьор. Той е носител на редица отличия, включително наградите „Златен глобус“ и „Лорънс Оливие“, и е номиниран два пъти за награда „Праймтайм Еми“ веднъж за награда „Тони“.

## Биография
Роден е на 9 февруари 1981 г. в Уестминстър, Лондон. През 2005 г. завършва актьорско майсторство в Кралската академия за драматично изкуство.

## Частична филмография
- 2011 – „Тор: Богът на гръмотевиците“ (Thor)
- 2011 – „Полунощ в Париж“ (Midnight in Paris)
- 2011 – „Боен кон“ (War Horse)
- 2011 – „Синята бездна“ (The Deep Blue Sea)
- 2012 – „Отмъстителите“ (The Avengers)
- 2013 – „Само любовниците остават живи“ (Only Lovers Left Alive)
- 2013 – „Тор: Светът на мрака“ (Thor: The Dark World)
- 2014 – „Камбанка и феята пират“ (The Pirate Fairy)
- 2015 – „Пурпурният връх“ (Crimson Peak)
- 2016 – „Нощният мениджър“ (The Night Manager)
- 2017-"Конг:Островът на черепа"(Kong:Skull Island)
- 2017-"Тор:Рагнарок"
- 2018- "Отмъстителите: Война без край" (Avengers: Infinity war)
- 2019- "Отмъстителите: Краят" (Avengers: Endgame)
- 2021- "Локи" (Loki)
- 2021- "Ами ако...?" (What if...?)

## Награди и номинации
| Продукция                     | Дата                | Награда                                       | Резултат  |
| ----------------------------- | ------------------- | --------------------------------------------- | --------- |
| „Тор: Богът на гръмотевиците“ | 12 февруари 2012 г. | Награда на БАФТА за дебют                     | номинация |
| „Тор: Богът на гръмотевиците“ | 25 март 2012 г.     | Емпайър за най-добър мъжки дебют              | награда   |
| „Тор: Богът на гръмотевиците“ | 26 юли 2012 г.      | Сатурн за най-добър актьор в поддържаща роля  | номинация |
| „Тор: Светът на мрака“        | 30 март 2014 г.     | Емпайър за най-добър актьор в поддържаща роля | номинация |
| „Тор: Светът на мрака“        | 26 юни 2014 г.      | Сатурн за най-добър актьор в поддържаща роля  | номинация |